# Бичвуд (Њу Џерзи)
Бичвуд (енгл. Beachwood) град је у америчкој савезној држави Њу Џерзи.

## Демографија
По попису из 2010. године број становника је 11.045, што је 670 (6,5%) становника више него 2000. године.
| Група             | 2000.         | 2010.         |
| Белци             | 9.635 (92,9%) | 9.679 (87,6%) |
| Афроамериканци    | 101 (1,0%)    | 198 (1,8%)    |
| Азијати           | 117 (1,1%)    | 166 (1,5%)    |
| Хиспаноамериканци | 438 (4,2%)    | 898 (8,1%)    |
| Укупно            | 10.375        | 11.045        |